# Ладожское Озеро (посёлок при станции)
Ла́дожское О́зеро — посёлок при станции Ладожское Озеро во Всеволожском районе Ленинградской области. Входит в состав Рахьинского городского поселения.

## История
Первое картографическое упоминание селения Осиновец происходит на карте Санкт-Петербургской губернии Я. Ф. Шмидта 1770 года.
Затем более века оно оставалось безымянным, на картах селение на мысе Осиновец (Осеновец) обозначалось как «рыбачьи избы».

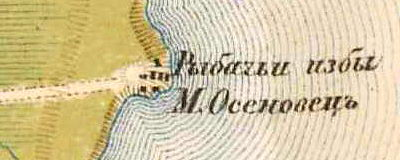
Рыбачьи избы на мысе Осиновец. 1885 г.

В 1910 году на мысе Осиновец был заложен и к 1911 году был построен маяк, вокруг которого вырос одноимённый посёлок.
В 1920-х—1930-х годах название Осиновец было официальным, а маяк считался населённым пунктом:

ОСИНОВЕЦ — дачи-хутора Морьенского сельсовета, 7 хозяйств, 26 душ, все русские.

ОСИНОВЕЦ — маяк Морьенского сельсовета, 18 хозяйств, 33 души, все русские, посторонние — 111 душ. (1926 год)

Согласно областным административным данным 1 января 1927 года в Ириновском (с 1928 года — Вагановский) сельсовете была образована деревня Озёрные.
В 1929 году к ней от станции Борисова Грива была протянута железнодорожная ветка и открыта станция Ладожское Озеро, ставшая конечной.

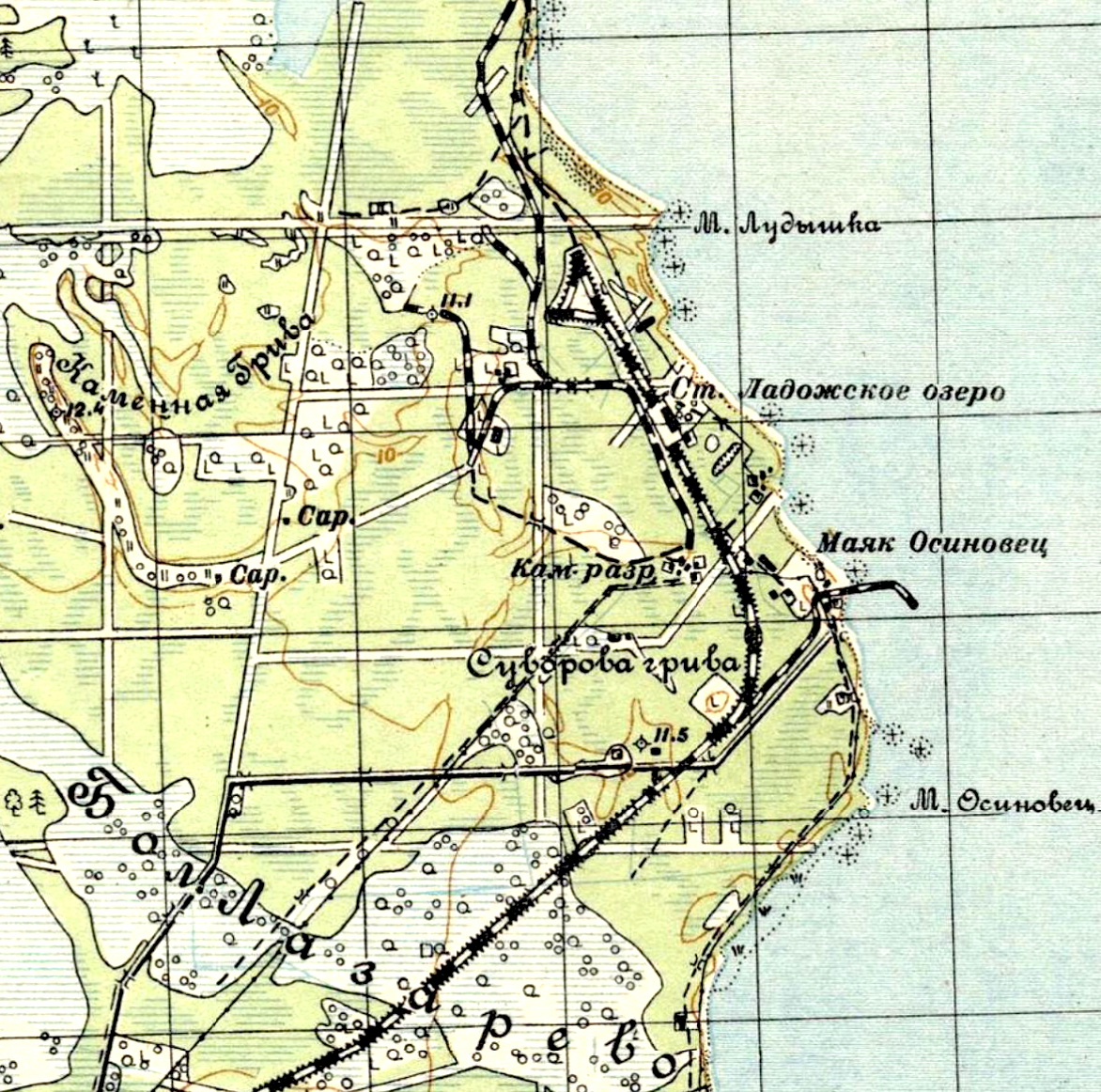
Станция Ладожское Озеро на карте 1931 года

По административным данным 1933 и 1936 года существовал посёлок Осиновец, который относился к Вагановскому сельсовету.
1 января 1939 года деревня Озёрные была преобразована в посёлок Ладожское Озеро Вагановского сельсовета. 
По данным переписи населения 1939 года такого населённого пункта как посёлок Осиновец уже не существовало.
В годы войны в посёлке располагались:
- эвакуационные госпитали № 269, 271, 1354, 1444
- полевой подвижный госпиталь № 2234
- госпиталь для легкораненых № 4171[12]

По данным 1966, 1973 и 1990 годов посёлок при станции Ладожское Озеро также входил в состав Вагановского сельсовета.
В 1997 году в посёлке проживали 112 человек, в 2002 году — 120 человек (русских — 92%), в 2007 году — 111.

## География
Посёлок расположен в восточной части района на автодороге 41К-064 «Дорога жизни» (Санкт-Петербург — Морье) у железнодорожной станции Ладожское Озеро.
Расстояние до административного центра поселения — 19 км.
Посёлок находится на берегу Ладожского озера, на мысе Осиновец, отсюда его второе, неофициальное название — посёлок Осиновец.

## Демография
| 2007 | 2010 | 2017 |
| ---- | ---- | ---- |
| 111  | ↗189 | ↘161 |

Национальный состав
Согласно данным Всероссийской переписи населения 2021 года в посёлке проживал 451 человек, из них:
 русские — 102, другие национальности — 119 человек, остальные национальность не указали.

## Достопримечательности
В посёлке находится музей «Дороги жизни».

## Фото

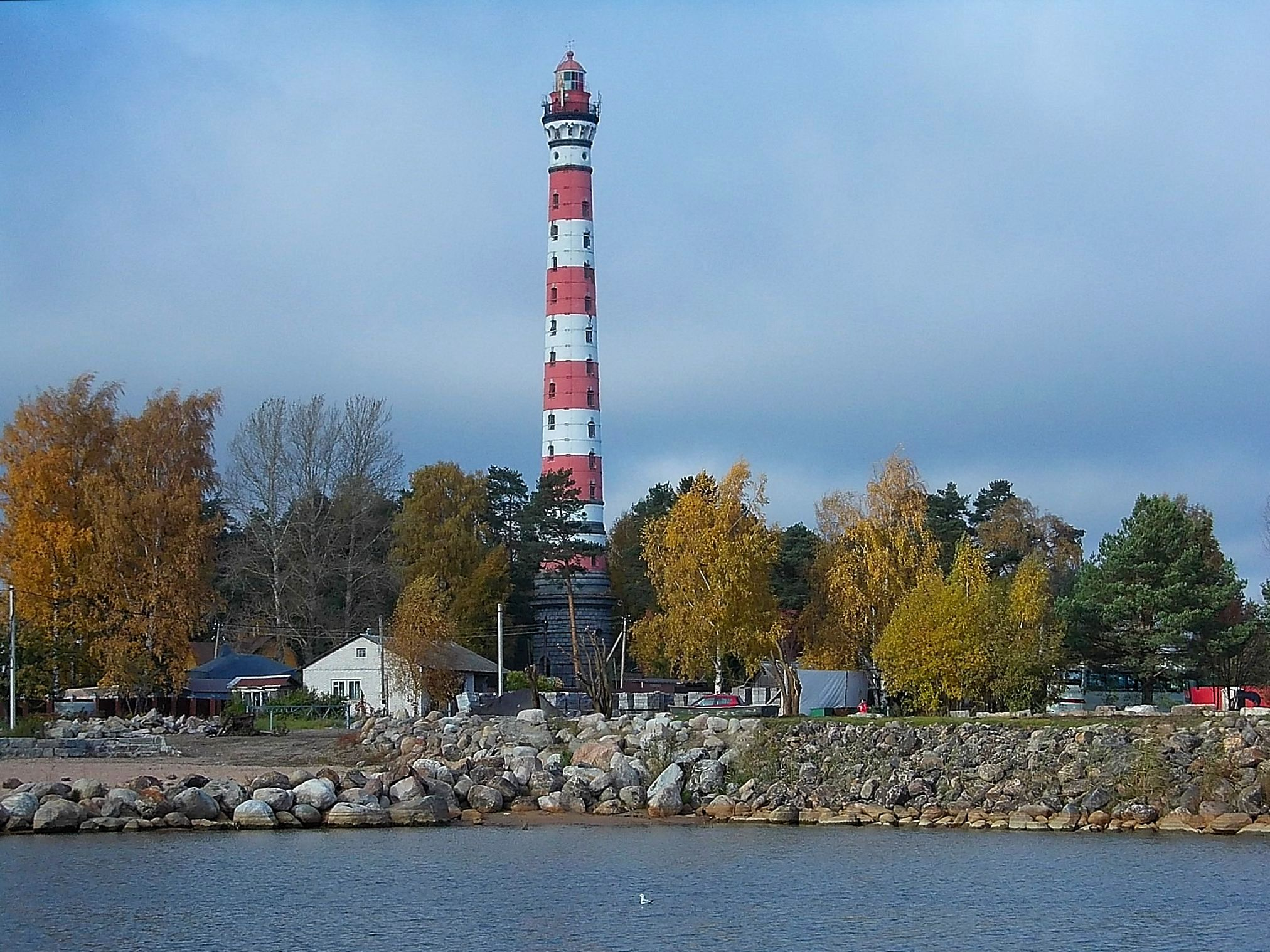
Маяк Осиновец
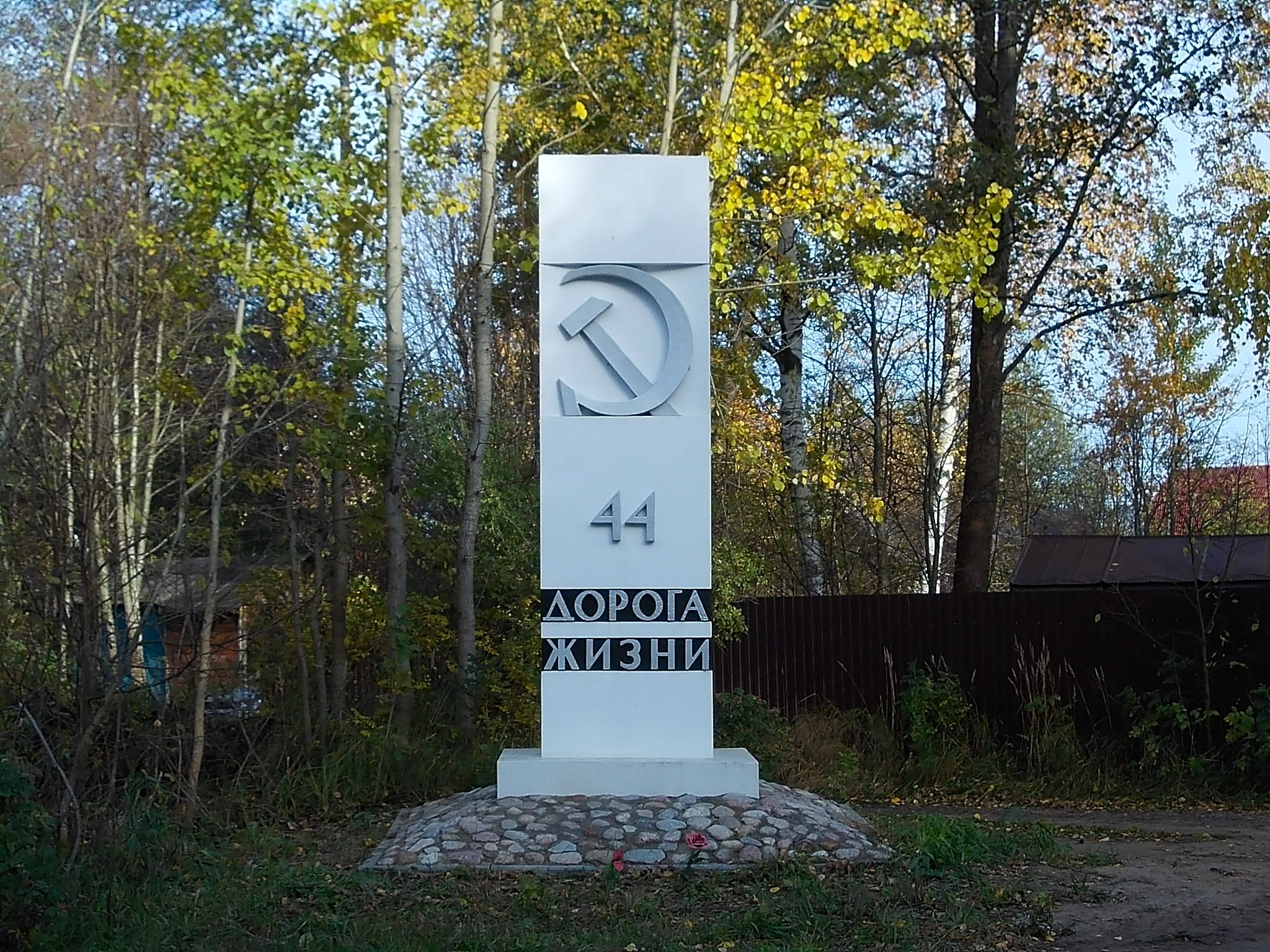
Памятный километровый знак Дороги жизни в посёлке
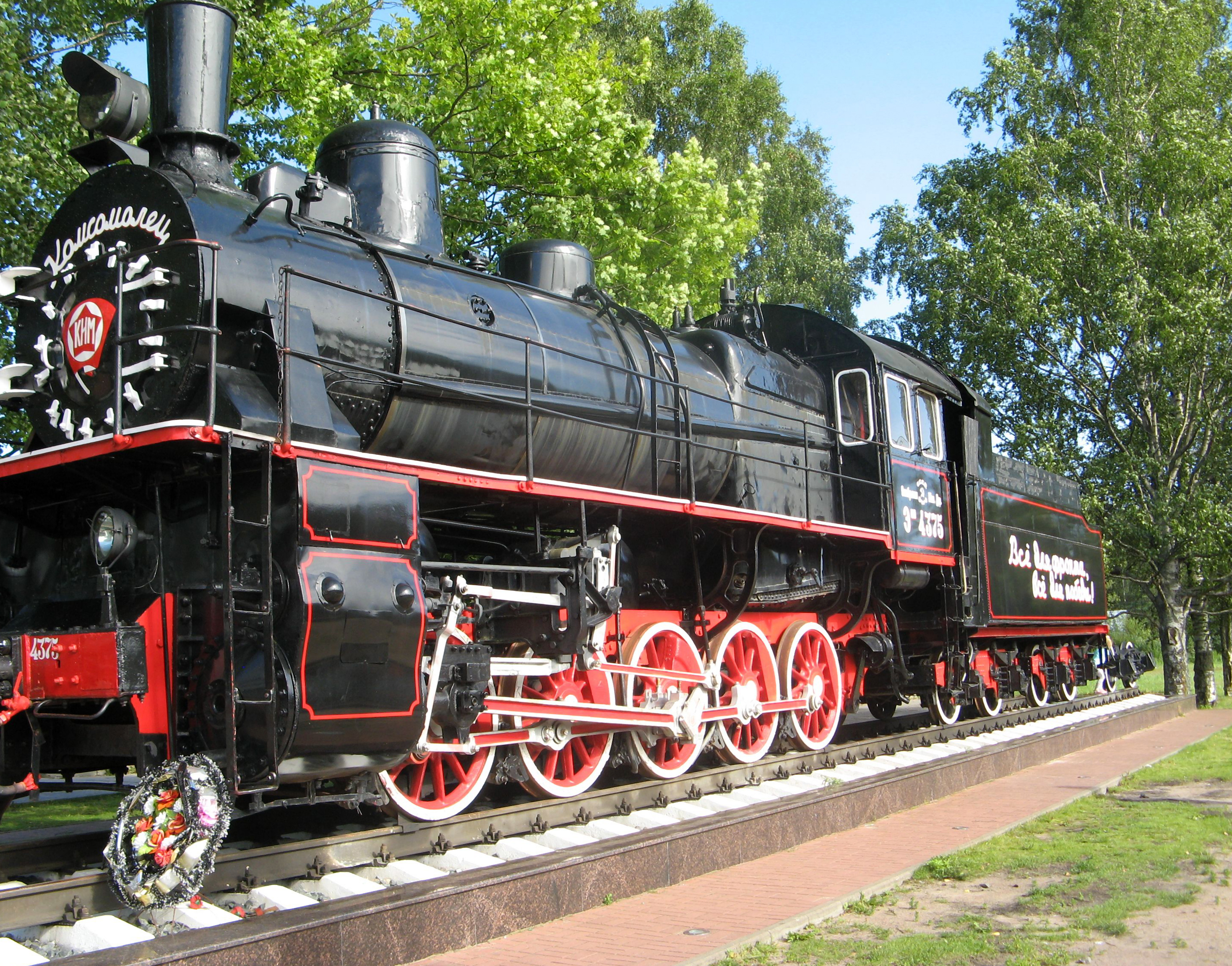
Паровоз, работавший на «Дороге жизни»

## Улицы
44 км , Ветеранов, Вокзальная, Дачная, Дорога жизни, Озёрная.